# Gruppo Tata
Il Gruppo Tata (in hindī टाटा) è uno dei maggiori gruppi industriali indiani con sede a Mumbai e con una lunga storia industriale nei più svariati settori produttivi. È controllato dalla holding Tata Sons.
Il Gruppo Tata fu fondato da Jamshedji Tata e fin dalla fondazione un membro della famiglia Tata è stato quasi sempre alla guida del gruppo. Ratan Tata, che è succeduto a J.R.D. Tata negli anni novanta, è stato per 21 anni presidente. Dal gennaio 2017 la guida del gruppo è affidata a Natarajan Chandrasekaran dopo il licenziamento con conseguente vertenza giudiziaria di Cyrus Mistry, il manager che dal 2012 all'ottobre 2016 è stato al vertice della società.
Con una capitalizzazione nel 2018 di 160 miliardi di dollari, il gruppo è costituito da un centinaio di società (di cui 29 quotate) operanti in vari settori di attività, dall'acciaio alle auto, dalla salute alla finanza, dalla difesa al fast food sino alla telefonia.

## Storia
Le origini del gruppo Tata sono da ricercare nel 1868 quando su iniziativa di Jamshedji Tata nasce l'industria tessile Tata, inizialmente come attività commerciale. Nel 1902 viene assorbita la Indian Hotels Company e l'anno successivo nasce la prima catena di alberghi di lusso indiana con il Taj Mahal Palace & Tower. Nel 1904 diventa presidente il figlio, sir Dorab Tata, e il gruppo inizia la diversificazione. La Tisco, oggi rinominata Tata Steel, è fondata nel 1907 a Jamshedpur ed è il primo impianto siderurgico indiano ad entrare in produzione nel 1912. Nel 1910 è fondata la prima di tre società idroelettriche, la Tata Hydro-Electric Power Supply Company e sette anni dopo il gruppo comincia la produzione di beni di consumo grazie alla Tata Oil Mills Company destinata a produrre sapone, detersivi e gasolio.
Nel 1932 la Tata entra nel settore aeronautico con la Tata Airlines e nel 1939 in quello chimico con la Tata Chemicals. La Telco, rinominata nel 2003 Tata Motors, è fondata nel 1945 per produrre locomotive e altri prodotti meccanici. Negli anni cinquanta, sotto Jehangir Ratanji Dadabhoy che mantiene la presidenza dal 1938 al 1991, nasce la Voltas per la produzione di condizionatori d'aria e impianti di refrigerazione, nel 1952 entra nei cosmetici, nel 1968 nei servizi software.
Nel 1984 la Tata inizia la produzione di orologi con il marchio Titan stabilendo una joint venture con la Tamil Nadu Industrial Development Corporation. Nel 1991 diventa presidente Ratan Tata. Nel 2000 acquisisce la Tetley Tea con sede a Londra, nel 2004 rileva la produzione di camion della coreana Daewoo Motors, nell'ottobre 2006 la Tata Steel acquisisce per 12 miliardi di dollari il colosso dell'acciaio anglo-olandese Corus Group, un mese più tardi acquista il Ritz Carlton di Boston per 170 milioni di dollari e nell'aprile 2007 il Campton Place Hotel di San Francisco (60 milioni di dollari). Nel gennaio 2008 rileva Imacid Chemical Company in Marocco, in febbraio General Chemical Industrial Products per 1 miliardo, in marzo acquisisce dalla Ford la Jaguar Cars e la Land Rover, in maggio la Piaggio Aero Industries in Italia (concluso nel 2015), in giugno la China Enterprise Communications.
Nel 2012 Ratan Tata si dimette e, senza eredi, lascia la guida del gruppo a Cyrus Pallonji Mistry, esponente di una potente famiglia di industriali indiani e il primo a decidere delle sorti del gruppo senza appartenere alla famiglia Tata. Nell'ottobre 2016 Mistry viene destituito (con relativa vertenza giudiziaria) e Ratan Tata assume nuovamente la responsabilità del gruppo per poi nominare CEO all'inizio del 2017 Natarajan Chandrasekaran, un cinquantacinquenne cresciuto nel gruppo. Dovrà occuparsi del contenzioso con la giapponese NTT dopo la fallimentare joint venture di Tata Teleservices e l'uscita del gruppo dalla telefonia; dovrà occuparsi della fusione decisa nel 2018 tra Tata Steel con ThyssenKrupp; dovrà occuparsi anche di rendere meno complessa la struttura del gruppo che perde in varie attività.
Nel luglio 2025, il Gruppo Tata ha acquisito la società Iveco per 3,8 miliardi in euro.

## Attività automobilistiche

### La Tata Nano
Nel 2008 il gruppo Tata ha messo in commercio l'automobile Tata Nano un'auto da 1469,29 euro. Questa vettura secondo le intenzioni del gruppo rappresenta un tassello fondamentale per la conversione del popolo indiano da due a quattro ruote. Ma le vendite non sono mai decollate e Tata ha gradualmente ridotto la produzione del suo Nano, troppo costoso per le classi popolari, troppo umile per le classi medie emergenti. “È stato un fallimento del marketing“, ha detto all’agenzia AFP Hormazd Sorabjee, redattore capo della rivista Autocar India, “L’auto è stata posizionata come l’auto dei poveri e lo status sociale in India conta molto”. La produzione è quindi cessata a luglio 2018.

### L'acquisizione di Jaguar e Land Rover
Il 26 marzo 2008 le agenzie stampa hanno comunicato l'avvenuta acquisizione dalla casa statunitense Ford dei prestigiosi marchi Jaguar e Land Rover con un esborso per il gruppo di 2,3 miliardi di dollari.

## Aziende del gruppo
Ingegneria meccanica
- Tata Motors produce automobili per il mercato indiano di cui detiene una quota considerevole producendo circa 3 milioni di veicoli annualmente. La Tata Indica V2 è stata la prima automobile completamente progettata e prodotta in India. Nel 2004 ha acquisito la Tata Daewoo Commercial Vehicle, ex divisione veicoli commerciali della GM Daewoo, e nel settembre 2005 ha siglato un accordo di collaborazione con la Fiat.
- Tata Autocomp Systems Ltd (TACO) produce componentistica per l'industria dell'automobile.
- Tata Projects
- TCE Consulting Engineers
- Voltas
- TAL Manufacturing Solutions
- Telco Construction Equipment Company
- TRF

Materiali
- Tata Steel è la principale industria siderurgica indiana con sede a Mumbai.
- Tata Advanced Materials
- Tata Refractories

Energia
- Tata Power
- Tata BP Solar India

Chimica
- Rallis India
- Tata Chemicals Europe
- Tata Pigments

Servizi
- Indian Hotels (gruppo Taj)
- THDC
- Tata-AIG General Insurance
- Tata-AIG Life Insurance
- Tata Asset Management
- Tata Financial Services
- Tata Investment Corporation
- Tata Share Registry
- Tata Economic Consultancy Services
- Tata Quality Management Services
- Tata Strategic Management Group (TSMG) una delle maggiori società di consulenza asiatiche.
- Tata Services

Beni di consumo
- Tata Tea Limited è il secondo produttore al mondo di tè commercializzato in Europa con il marchio Tetley.
- Tata McGraw Hill Publishing Company
- Titan Industries
- Trent
- Tata Ceramics

Information Systems e telecomunicazioni
- Tata Consultancy Services Ltd. (TCS) è la più grande società di software asiatica.
- Tata Elxsi
- Nelito Systems
- SerWizSol
- Tata Infotech
- Tata Interactive Systems
- Tata Technologies
- Idea Cellular
- Tata Teleservices
- VSNL, societa di telecomunicazioni acquisita nel 2002 che ha incorporato nel 2005 la canadese Teleglobe.
- Tatanet
- Nelco

## Marchi
- Brooke Bond
- Good Earth Teas
- Iveco
- Tanishq
- Taj Hotels
- Tata Sky
- Tata Indicom
- Tata Daewoo Commercial Vehicle
- Titan Industries
- Westside
- Voltas
- Jaguar
- Land Rover

## Istituzioni culturali fondate dal gruppo Tata
- Indian Institute of Science di Bangalore
- Tata Institute of Fundamental Research
- Tata Management Training Centre di Pune
- Tata Institute of Social Sciences
- National Centre for the Performing Arts